# 白塔镇 (揭阳市)
白塔镇，是中华人民共和国广东省揭阳市揭东区下辖的一个乡镇级行政单位。

## 行政区划
白塔镇下辖以下地区：
玉塔社区、塔东村、广联村、红坡村、花坑村、广和村、新村、塔西村、塔南村、塔北村、金勾村、林田村、古塘村、元联村、桐联村、桐和村、瑞联村、马坑村和宝联村。